# 西村太智
西村 太智（本名:にしむら たいち、1995年（平成7年）10月 - ）は、アプリ開発者 兼 IT起業家。
NISHIMURAホールディングス元代表取締役。
ワトソン博士プログラミング講座チャンネルの責任者。
婚活アプリ「BeeeLU」、聴覚障害者向け手話を日本語翻訳するアプリ「Shuwa」、動画投稿アプリ「Sponser」の開発者。

## 経歴
宮崎県延岡市出身。
同志社大学理工学部電気工学科 卒業。
卒業後、独学で人工知能とプログラミングを習得

## 光システムの研究へ
卒業論文(SSB変調光コム発生器のループ長安定化による光スペクトル変動の抑圧)

## 社会貢献活動
2016年（平成28年）5月に、飲酒運転を特定するアプリを開発「飲酒運転撲滅アプリ」をリリース。
2021年（令和3年）11月に、聴覚障害者向け手話を日本語翻訳するアプリ「Shuwa」をリリース。
日本初のリアルタイムで手話を日本語翻訳するiPhoneアプリとなる。

## YouTube
新入社員用の研修動画をYouTubeに投稿する。視聴者からの反響が大きかった事をきっかけにプログラミングスクールWATSON CAMPを2020年10月に開設。iPhoneアプリ開発「中学生でもわかるSwiftUI」コースの売り上げにて急成長スクールに。